# Yaginumaella
Yaginumaella – rodzaj pająków z rodziny skakunowatych. Obejmuje ponad 40 gatunków zasiedlających północną część krainy orientalnej i wschodnią Palearktykę.

## Taksonomia
Rodzaj ten wprowadzony został przez Jerzego Prószyńskiego w 1976, jednak wskutek błędu drukarskiego jego opis ukazał się dopiero w 1979. Nazwa rodzajowa została nadana na cześć Takeo Yaginumy. Gatunkiem typowym wyznaczony został Pellenes ususudi Yaginuma, 1972, którego później zsynonimizowano z Yaginumaella striatipes.

## Opis
Samce tych pająków cechują się tęgo zbudowaną i silnie zesklerotyzowaną apophysis tibialis oraz gęsto pokrytym szczecinkami cymbium wyposażonym w rowek po stronie brzusznej, w którym leży koniec embolusa. Samice charakteryzują się obecnością na epigynum ślepych, zesklerotyzowanych kieszonek, oddalonych od jego tylnego brzegu, które mogą być zmodyfikowane w klapki. Zwykle otwór kopulacyjny jest szczelinowaty i silnie zesklerotyzowany na krawędziach.

## Rozprzestrzenienie
Rodzaj najliczniejszy w strefie subtropikalnej rejonu himalajskiego, notowany także we wschodniej Palearktyce. Najliczniejszą faunę ma Bhutan: 24 gatunki. 14 gatunków wyodrębniono z Chin, 3 z Nepalu, a 2 z Japonii. Pojedyncze gatunki są znane z Indii, Mjanmy, Korei, Tajwanu i Kraju Nadmorskiego w dalekowschodniej Rosji.

## Gatunki
Opisano dotychczas 42 gatunki z tego rodzaju:
- Yaginumaella aishwaryi Sunil, 2013
- Yaginumaella badongensis Song & Chai, 1992
- Yaginumaella bhutanica Zabka, 1981
- Yaginumaella bilaguncula Xie & Peng, 1995
- Yaginumaella bulbosa Peng, Tang & Li, 2008
- Yaginumaella cambridgei Zabka, 1981
- Yaginumaella falcata Zhu et al., 2005
- Yaginumaella flexa Song & Chai, 1992
- Yaginumaella gogonaica Zabka, 1981
- Yaginumaella helvetorum Zabka, 1981
- Yaginumaella hybrida Zabka, 1981
- Yaginumaella hyogoensis Bohdanowicz & Prószynski, 1987
- Yaginumaella incognita Zabka, 1981
- Yaginumaella intermedia Zabka, 1981
- Yaginumaella lobata Peng, Tso & Li, 2002
- Yaginumaella longnanensis Yang, Tang & Kim, 1997
- Yaginumaella lushiensis Zhang & Zhu, 2007
- Yaginumaella medvedevi Prószynski, 1979
- Yaginumaella montana Zabka, 1981
- Yaginumaella nanyuensis Xie & Peng, 1995
- Yaginumaella nepalica Zabka, 1980
- Yaginumaella nobilis Zabka, 1981
- Yaginumaella nova Zabka, 1981
- Yaginumaella orientalis Zabka, 1981
- Yaginumaella originalis Zabka, 1981
- Yaginumaella pilosa Zabka, 1981
- Yaginumaella senchalensis Prószynski, 1992
- Yaginumaella silvatica Zabka, 1981
- Yaginumaella simoni Zabka, 1981
- Yaginumaella stemmleri Zabka, 1981
- Yaginumaella strandi Zabka, 1981
- Yaginumaella striatipes (Grube, 1861)
- Yaginumaella supina Zabka, 1981
- Yaginumaella tenella Zabka, 1981
- Yaginumaella tenzingi Zabka, 1980
- Yaginumaella thakkholaica Zabka, 1980
- Yaginumaella thimphuica Zabka, 1981
- Yaginumaella urbanii Zabka, 1981
- Yaginumaella variformis Song & Chai, 1992
- Yaginumaella versicolor Zabka, 1981
- Yaginumaella wangdica Zabka, 1981
- Yaginumaella wuermli Zabka, 1981